# Saarijärvi (Espoo)
Saarijärvi est un lac situé dans le quartier de Velskola à Espoo et à Vihti en Finlande,.

## Géographie
Saarijärvi est un lac dans le parc national de Nuuksio. 
Sa superficie est de 97 hectares. 
La partie ouest du lac fait partie de Vihti, sa partie orientale est située à Velskola.
La longueur du lac Saarijärvi du sud-est au nord-ouest est d'environ deux kilomètres.
Environ six pour cent de la superficie du lac a au moins 10 mètres de profondeur. 
La zone la plus profonde est une zone assez uniforme à l'ouest et au sud de la plus grande île de Saarijärvi. 
Le lac compte une grande ile de 16 hectares et une petite île.
La frontière entre Espoo et Vihti traverse la partie nord-ouest de la plus grande île au milieu du lac Saarijärvi. Il y a plusieurs petits lacs autour du lac Saarijärvi.